# Anthropométrie de l'époque bleue
 (décembre 2014).
Si vous disposez d'ouvrages ou d'articles de référence ou si vous connaissez des sites web de qualité traitant du thème abordé ici, merci de compléter l'article en donnant les références utiles à sa vérifiabilité et en les liant à la section « Notes et références ».
Ant 82, Anthropométrie de l’époque bleue est une toile de Yves Klein.

## Description
Anthropométrie de l'époque bleue (ANT 82), réalisée en 1960 par Yves Klein, est une des toiles de la série des « Anthropométries », qui sont des empreintes de corps de femmes nues et enduites de couleur bleue sur toiles blanches. Elena Palumbo Mosca y a d'ailleurs collaboré,. Cette œuvre peut être associée au primitivisme ou au nouveau réalisme. Cette œuvre est également une performance, des vidéos de cette performance existent toujours.
Achetée en 1984, cette œuvre fait partie de la collection permanente du Centre Pompidou.

## Contexte
« Anthropométrie » est le terme inventé par Pierre Restany (anthropo, du grec anthropos : homme, et métrie : mesure) pour nommer ce qu'il désignait comme « la technique des pinceaux vivants ». Les Anthropométries sont le résultat de performances réalisées en public avec des modèles dont les corps enduits de peinture viennent s’appliquer sur le support pictural.

## Réception de l'œuvre
Les réactions face à cette performance étaient diverses. Alors que certaines personnes comprenaient et saluaient la démarche, ce n'était pas le cas de tous : « certains s'arrachaient les cheveux, d'autres applaudissaient ».